# شعله‌ور (مجموعه تلویزیونی)
شعله‌ور (به ترکی استانبولی: Alev Alev) مجموعه تلویزیونی ساخت کشور ترکیه است. این مجموعه که روایت‌گر زندگی سه زن از دنیاهای مختلف است. دمت اوگار، هازار ارگچلو و دیلان چیچک دنیز از بازیگران اصلی این مجموعه هستند. این مجموعه از ۵ نوامبر ۲۰۲۰ در شبکهٔ شو تی‌وی پخش شد و در ۲۷ مه ۲۰۲۱ به پایان رسید.

## بازیگران و شخصیت‌ها
نقش‌های اصلی
| بازیگران        | شخصیت           | قسمت‌ها |
| --------------- | --------------- | ------ |
| دمت اوگار       | جمره            | ۱–۲۸   |
| هازار ارگچلو    | چیچک گورگولو    | ۱–۲۸   |
| دیلان چیچک دنیز | رؤیا            | ۱–۲۸   |
| زحل اولجای      | تومریس          | ۱–۲۸   |
| جم بندر         | چلبی کایابیلی   | ۱–۲۸   |
| جهانگیر جیحان   | عمر             | ۱–۲۸   |
| برکای آتش       | اوزان           | ۱–۲۸   |
| برکر گوون       | اسکندر کایابیلی | ۱–۲۸   |